# Sogno d'amore (C'era una volta...)
Sogno d'amore (C'era una volta...) è un film del 1995 diretto da Fabrizio De Angelis.